# ¡Ataque de pánico! (cortometraje)
¡Ataque de pánico! es un cortometraje del director Uruguayo Federico Álvarez del año 2009. Trata de un ataque de robots sobredimensionales y objetos voladores extraterrestres a Montevideo.

## Producción y distribución
El cortometraje fue publicado a comienzos de noviembre de 2009 por Álvarez en la comunidad latino-americana Taringa y en el portal de vídeos Youtube y allí se difundió rápidamente. Según artículos en los medios masivos de comunicación, los costos de la producción fueron solamente 300 dólares. Tal como Álvarez informó al canal de noticias británico BBC, pocos días después de la publicación ya habría recibido correos electrónicos de los estudios de Hollywood.

## Filmación en Hollywood
En diciembre de 2009 Álvarez recibió un contrato por 30 millones de dólares para volver a filmar su cortometraje. Fue apoyado en esto por el director Sam Raimi.
Una historia de éxito parecida experimentó el cortometraje Alive in Joburg de Neill Blomkamp que condujo a la producción de la película de ciencia ficción District 9.
A fines de julio de 2013 se planteó la idea de realizar una adaptación cinematográfica del corto, que supera ya los 7 millones de reproducciones en YouTube desde su publicación en 2009 y que costó 300 dólares. También Raimi sería el encargado de financiar y publicitar todo lo relacionado con el film.